# Куся
Куся-сю (яп. 倶舎宗, пиньинь: jùshĕ zōng) — буддийская школа абхидхармы в Японии, считающаяся ответвлением сарвастивады (санскр. सर्वास्तिवादि).
Была привнесена в Японию в 660 из Китая монахом Досё (яп. 道昭), основное внимание уделяла изучению философского трактата Васубандху «Абхидхармакоша» (Куся-рон, яп. 倶舎論), имеющего общебуддийское значение.
Школа Куся-сю сформировалась на базе одноимённой китайской школы цзюйшэ-цзун, сконцентрировавшейся вокруг перевода Абхидхармакоши Сюаньцзаном. В Корее известна как Куса-Чон
В настоящее время эта традиция представлена в знаменитых храмах Ганго-дзи (яп. 元興寺, южный храм) и Кофуку-дзи (яп. 興福寺, северный храм) в Нара, как дополнительное учение к хоссо-сю.